# Цудзуки, Амуро
Амуро Цудзуки (яп. 都筑 有夢路; род. 5 апреля 2001, Токородзава, Сайтама) — японская сёрфингистка, бронзовый призёр Олимпийских игр 2020 года.

## Биография
Семья Цудзуки переехала в Фудзисаву, префектура Канагава, когда ей было три года. Начала заниматься сёрфингом в пятом классе во время летних каникул. Образцом для подражания для неё были отец и старший брат Момото Цудзуки, которые участвовали в международных соревнованиях по сёрфингу. Основную часть тренировок проводит в заливе Сагами, на побережье которого проживает.

## Спортивная карьера
В 2015 году Цудзуки занял третье место на Всеяпонском чемпионате по сёрфингу. В том же году она впервые приняла участие в международных соревнованиях по сёрфингу Billabong Pro Shikoku, заняв 25 место.
Её первый успех пришёлся на 2017 год на Кубке губернатора Ichinomiya Pro Junior Surfing, она заняла первое место.
В 2019 году она выиграла международный турнир в Испании ABANCA Galicia Classic Surf Pro и поднялась на 5-е место в мировом рейтинге, тем самым став лучшей японской сёрфенгисткой в Мировой лиге серфинга (WSL).
Как первая японская сёрфенгистка, она приняла участие в чемпионате Мировой лиги серфинга в 2020 году до этого она стала Чемпионкой мира среди юниоров Мировой лиги сёрфинга.
Цудзуки прошла квалификацию на летние Олимпийские игры 2020 года в Токио, которые проводились в 2021 году из-за пандемии COVID-19. На этих играх сёрфинг впервые стал олимпийской дисциплиной, на первый олимпийский сёрфинговый турнир, согласно регламенту, были допущены двадцать женщин и двадцать мужчин. Местом проведения соревнования стал сёрфинговый пляж Цуригасаки недалеко от посёлка Ичиномия.
На играх японская спортсменка смогла завоевать бронзовые награды.

## перечисления
1. 1 2 3 4  Olympedia (англ.) — 2006.
2. 1 2  https://web.archive.org/web/20210725115636/https://olympics.com/tokyo-2020/olympic-games/en/results/surfing/athlete-profile-n1316619-tsuzuki-amuro.htm
3. ↑  Amuro Tsuzuki Surfer Bio | Age, Height, Videos & Results (англ.). World Surf League. Дата обращения: 24 января 2022. Архивировано 26 ноября 2021 года.
4. ↑  GO BEYONDER-179: 都筑有夢路 | GO BEYOND - GLOBAL WiFi (яп.). global-wifi.com. Дата обращения: 24 января 2022. Архивировано 26 ноября 2021 года.
5. ↑  No Author. Amuro Tsuzuki to join World Surf League's Championship Tour (амер. англ.). The Japan Times (21 декабря 2019). Дата обращения: 24 января 2022. Архивировано 26 ноября 2021 года.